# إرفينغ هيل
إرفينغ هيل (بالإنجليزية: Irving Hill)‏ هو محامي وضابط وقاضي أمريكي، ولد في 6 فبراير 1915 في لنكن في الولايات المتحدة، وتوفي في 18 مارس 1998.